# Cilnai járás

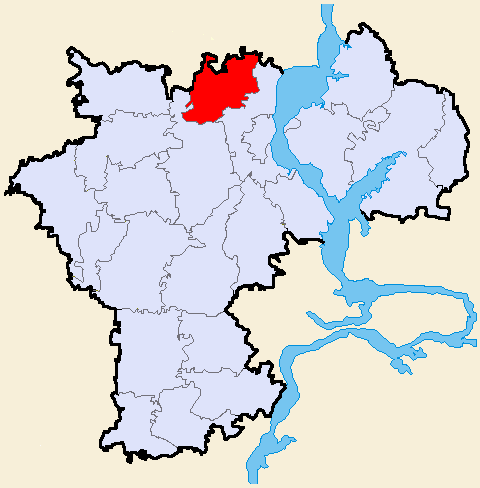
A Cilnai járás az Uljanovszki területen

A Cilnai járás (oroszul Цильнинский район) Oroszország egyik járása az Uljanovszki területen. Székhelye Bolsoje Nagatkino.

## Népesség
- 2002-ben lakosságának 58%-a csuvas, 27%-a orosz, 13%-a tatár, 1%-a mordvin.
- 2010-ben 27 543 lakosa volt.